# Markeervloeistof

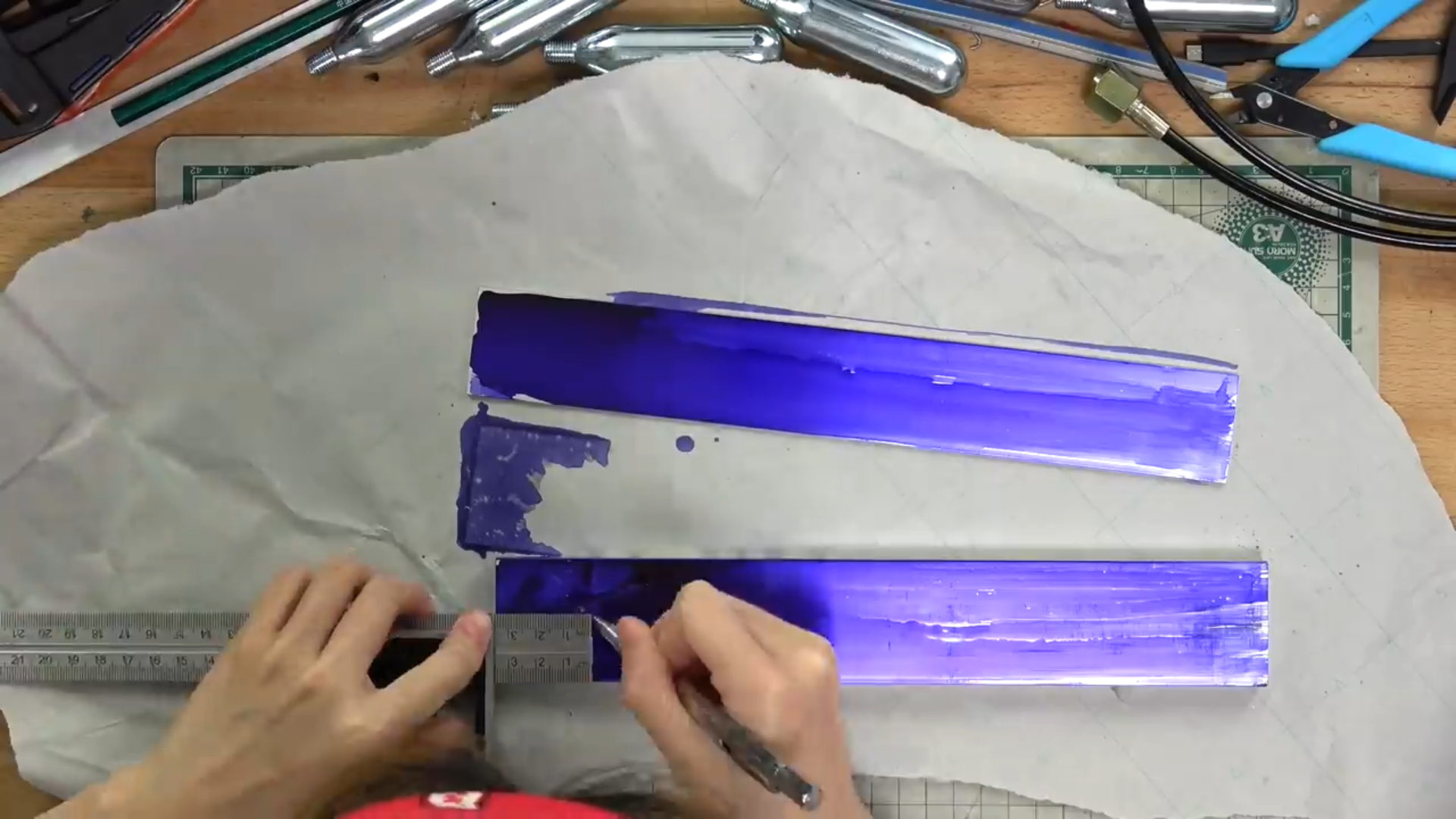
YouTuber Naomi Wu maakt gebruik van een kraspen en markeervloeistof om een lijn te trekken in een aluminium balk.

Markeervloeistof (of contrastvloeistof) is een blauwe vloeistof om een hoger contrast te geven op metaalwerkstukken. In de metaalindustrie wordt ook wel kobaltblauw gebruikt. Markeervloeistof wordt gebruikt in combinatie met een kraspen om maten op een werkstuk te zetten. Gaten worden voornamelijk aangeduid met een kruis van twee maten. Op dit kruis wordt een centerpons gebruikt om een center voor een boor in te slaan.
Markeervloeistof wordt gemaakt door spiritus, schellak en kristalviolet te mengen.

## Alternatieven
Een watervaste viltstift kan ook gebruikt worden. Voor textiel wordt ook wel kleermakerskrijt, kalk of krijtpotlood gebruikt.